# Callitriche nafiolskyi
Callitriche nafiolskyi är en grobladsväxtart som beskrevs av Warburg och Eig. Callitriche nafiolskyi ingår i släktet lånkar, och familjen grobladsväxter. Inga underarter finns listade i Catalogue of Life.